# Брон Онисим Михайлович
Онисим Михайлович Брон (нар. 1 вересня 1895, Новомосковськ — пом. 2 лютого 1975, Москва) — російський і український радянський диригент і педагог.

## Біографія
Народився 20 серпня [1 вересня] 1895 року в місті Новомосковську (тепер Дніпропетровська область, Україна). Навчався у Київській консерваторії (1916 року закінчив клас фортепіано Володимира Пухальського; 1918 року — клас композиції Рейнгольда Ґлієра).
Протягом 1918—1922 років працював концертмейстером і диригентом Київського оперного театру, у 1925–1926 роках — Харківського оперного театру. З 1930 по 1932 рік працював диригентом Київського оперного театру, та одночасно викладав диригування у Музично-драматичному інституті імені Миколи Лисенка.
Протягом 1937–1944 років диригував у Ленінградському театрі опери та балету імені Сергія Кірова. З 1944 по 1948 рік працював у Мінську художнім керівником і головним диригентом Білоруського театру опери та балету та викладав у Білоруській консерваторії.
В Москві у 1948–1952 роках очолював оперний ансамбль Всесоюзного радіо, а у 1952–1956 — Ансамбль радянської опери Всесоюзного театрального товариства. Викладав в Державному інституті театрального мистецтва. Помер у Москві 2 лютого 1975 року.

## Творчість
В репертуарі опери:
- «Розлом» Володимира Фемеліді;
- «Яблуневий полон» Олеся Чишка;
- «Борис Годунов» Модеста Мусоргського;
- «Пікова дама» Петра Чайковського;
- «Північний вітер» Льва Кніппера;
- «Наталка Полтавка» Миколи Лисенка (1954, прем'єра, з участю Івана Козловського та Василя Лубенцова).

Автор статей:
- «Дирижер и музыкальная культура оперного спектакля» // «О культуре оперного спектакля», Москва, 1956. сторінки 39—66;
- «Музыкальный театр и современность» // «Вопросы развития советской оперы», Москва, 1962, сторінки 54—71.